# Riderch Hael

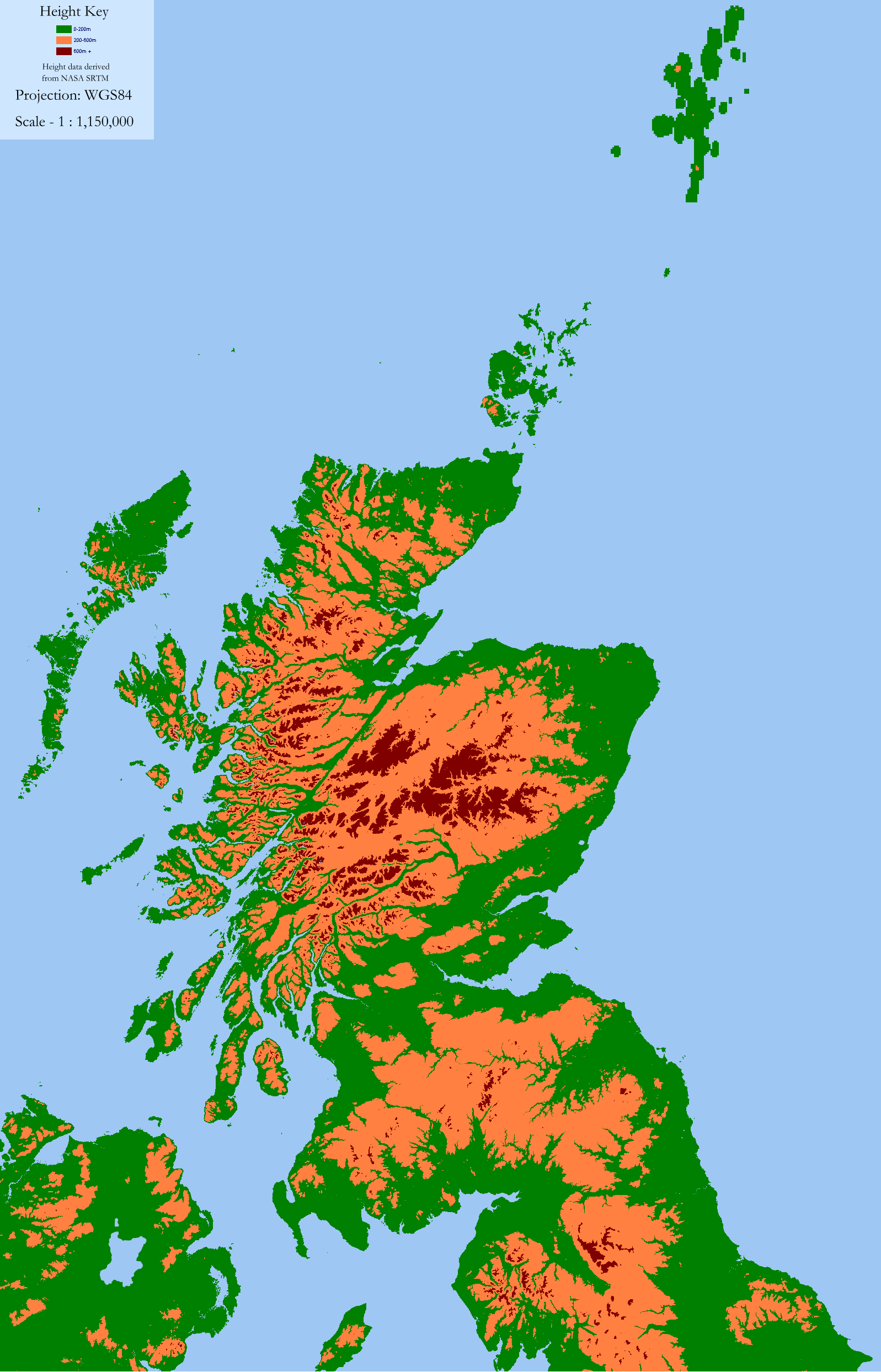
Scozia e aree limitrofe di Irlanda e Inghilterra.

Riderch I, conosciuto come Riderch Hael, cioè Riderch il Generoso (... – 614), regnò tra la fine del VI e gli inizi del VII secolo sull’Alt Clut (regione attorno all'odierno Dumbarton Rock, in Scozia, poi conosciuto come regno di Strathclyde, che occupava la valle del fiume Clyde). Sarebbe morto nel 614.

## La figura di Riderch
Sarebbe stato figlio di re Tutagual, che è menzionato da Adomnan nei Miracoli del Vescovo Niniano. Sarebbe quindi stato un discendente di Dumnagual Hen. Al di là di questa genealogia, i suoi parenti compaiono nella poesia epica gallese e in frammenti delle Triadi gallesi. Un suo parente, Senyllt Hael, compare anche nel poema Y Gododdin. Un figlio di Senyllt, Nudd Hael, è presente insieme a Riderch nella triade dei Tre uomini generosi.
In un curioso racconto conservato nel codice legislativo gallese del XII secolo, conosciuto come il Libro nero di Chirk, Riderch è accompagnato da Nudd Hael e da un altro personaggio finora sconosciuto, Mordaf Hael (forse erano i fratelli?), in una spedizione militare nel Galles del nord. Lo scopo è quello di vendicare l'uccisione di un loro congiunto, Elidyr Llydanwyn, da parte di Rhun Hir ap Maelgwn, re del Gwynedd. Il racconto dice che viaggiarono via mare e che devastarono il territorio di Arfon. Per rappresaglia, Rhun attaccò lo Strathclyde, saccheggiandolo fino al fiume Forth. Le incertezze testuali suggeriscono che questa storia possa essere apocrifa. La sua creazione, infatti, deriverebbe da motivi propagandistici: i cronisti e gli storici successivi, per glorificare i loro sovrani, li fecero discendere da Rhun, ritraendolo come un potente signore della guerra, capace di portare le proprie armate lontano dalle sue terre e contro figure la cui fama poteva già essere grande nella tradizione gallese.

È questa stessa tradizione a presentare Rhydderch come uno dei sovrani della Britannia settentrionale che lottarono contro il neonato regno anglosassone della Bernicia. L'Historia Brittonum lo dipinge come nemico di molti re anglosassoni del tardo VI secolo. Tuttavia, il teatro delle guerre non è stato identificato. Riderch si sarebbe unito all'alleanza anti-anglosassone dei regni del nord, guidata da Urien del Reghed: 

Riderch Hael sarebbe stato coinvolto anche in un'altra guerra. Áedán mac Gabráin, re della Dál Riata e contemporaneo di san Columba, avrebbe infatti condotto un raid contro la corte dello Strathclyde, come ricordato nelle Tre devastazioni selvagge dell'isola di Britannia: 
Ad eccezione di questa menzione, non esistono però altri testi a sostegno della veridicità di questi fatti. Tuttavia, essendo regni vicini, non è improbabile che l'Alt Clut e la Dál Riata abbiano combattuto più volte tra di loro. La Dál Riata era una realtà relativamente nuova sulla scena politica dell'isola e si trovava ai confini dei regni britannici. Inoltre, attorno al Vallo di Adriano le incursioni dei popoli della Britannia settentrionale (come gli Scoti), erano state cosa frequente sin dai tempi di Vortigern (e anche prima). Va anche detto che Áedán mac Gabráin è conosciuto come un signore della guerra particolarmente bellicoso, che condusse campagne militari dalla Pittavia alla Northumbria. C'è chi ha tentato di far risalire questo materiale non a poeti successivi, ma a quelli della corte di Riderch.
Una fonte chiama Dyrnwyn ("Completamente bianca") la spada di Riderch, che sarebbe stata una dei Tredici tesori della Britannia.
Un'altra importante fonte su Riderch Hael è l'agiografia (scritta in latino) su Kentigern, santo patrono di Glasgow, di cui la maggior parte della biografia sopravvissuta fu scritta sul finire del XII secolo da Joceline, monaco dell'abbazia di Furness (nell'odierna Cumbria), per il vescovo di Glasgow. Si è cercato di identificare i possibili elementi più antichi di questa storia e ora sembra possibile rintracciare parecchie tradizioni di VII e VIII secolo dello Strathclyde. Riderch Hael compare come re Rederech ed è ritratto come patrono e benefattore di Kentigern, da cui il santo ricevé il territorio di Glasgow, su cui stabilì il principale vescovato dello Strathclyde.
Un altro possibile autentico nome britannico antico è quello di Langoureth, regina di Riderch. Il Breviario di Aberdeen, una collezione di XVI secolo che include brevi descrizioni e resoconti di vari santi scozzesi, non dà il nome della moglie di Riderch, ma si limita a definirla la regina di Cadzow, un distretto che corrisponde approssimativamente alla zona intorno ad Hamilton (a sud di Glasgow). La fonte di queste informazioni è comunque sconosciuta. Le Triadi gallesi menzionano una figlia di Rhydderch, Angharad, che nelle Tre vispe vergini dell'isola di Britannia viene definita con l'epiteto Ton Velen, che potrebbe significare dai riccioli biondi. Ciò farebbe pensare all'esistenza di poemi o storie in cui aveva un certo ruolo.
Non si conosce la data di morte di Riderch, anche se la Vita di Kentigern la colloca nello stesso anno di quella del santo. Secondo gli Annali gallesi sarebbe il 612, datazione poi modificata dagli storici nel 614.

### Mappe della Britannia post-romana
- Archiviato il 5 dicembre 2008 in Internet Archive., fonte: www.earlybritishkingdoms.com
- http://www.earlybritishkingdoms.com/maps/450_kingdoms.html[collegamento interrotto], fonte: www.earlybritishkingdoms.com
- , fonte: www.earlybritishkingdoms.com
- , fonte: www.earlybritishkingdoms.com
- , fonte: www.earlybritishkingdoms.com
- , fonte: www.earlybritishkingdoms.com
- , fonte: www.earlybritishkingdoms.com
- Archiviato il 5 dicembre 2008 in Internet Archive., fonte: www.earlybritishkingdoms.com
- Archiviato l'8 dicembre 2008 in Internet Archive., fonte: www.earlybritishkingdoms.com